# Cíneto
Cíneto o Cinaitos (Griego antiguo: Κύναιθος, Kynaithos) en la mitología griega, fue uno de los cincuenta hijos de Licaón, el primer rey mítico de Arcadia. Cíneto dio nombre a la ciudad de Cineta .